# Леви, Моше
Моше́ Леви́ (ивр. משה לוי‎; 18 апреля 1936, Тель-Авив, Подмандатная Палестина — 8 января 2008, Афула, Северный округ) — двенадцатый Начальник Генерального штаба Армии обороны Израиля.

## Биография
Моше Леви родился в квартале Флорентин Тель-Авива в семье выходцев из Ирака, репатриировавших в Палестину в 1936 г. Его отец торговал овощами на рынке Кармель, позже — одеждой в собственном магазине. Мать была домохозяйкой, воспитывала Моше и троих его братьев.
За его высокий рост (201 см) Леви прозвали «Мойше ва-Хеци» («Полтора Моше»).
Моше учился в средней школе «Бялик» и 1-й городской старшей школе («Тихон Ирони Алеф») Тель-Авива. Был призван в армию в мае 1954 г. Начал службу в пехотной бригаде «Голани», с отличием закончил КМБ, затем — также с отличием курс командиров отделений и офицерский курс. Премьер-министр и министр обороны Давид Бен-Гурион лично прикрепил Леви офицерские погоны.
В 1956 г., через несколько недель после окончания офицерского курса, Моше Леви после настойчивых просьб перешёл в парашютно-десантную бригаду и большая часть его дальнейшей военной карьеры связана с десантными частями.
Был командиром взвода в 890-м батальоне (командир — Рафаэль Эйтан (Рафуль)), принимал участие в Синайской кампании 1956 г. в должности оперативного офицера того же батальона, десантировался у перевала Митле.
После войны Леви демобилизовался, купил участок земли в мошаве Меватхим в Негеве и начал заниматься сельским хозяйством. В резерве он получил должность командира роты в недавно созданной резервистской парашютно-десантной бригаде. Однако Моше скучал по армии и вскоре вернулся на кадровую службу. Был командиром роты, заместителем командира батальона, затем — командиром 28-го батальона.
В 1966 г., после окончания учёбы в Еврейском университете в Иерусалиме (степень по экономике и истории ислама), получил должность командира парашютной школы. В ходе Шестидневной войны Моше Леви сформировал подразделение из инструкторов школы. В последний день войны его часть на 4 вертолётах вылетела в Синай и практически без боя заняла район городка Абу-Родс на берегу Суэцкого залива. Школой Леви командует до 1968 г.
В 1969 г. — командир бригады Иорданской долины, получает звание полковник. Бригада была создана Рафаэлем Эйтаном, он же был её первым командиром. Вторым был Арик Регев. Арик погиб в бою с террористами, его место временно занял Йехуда Решеф, а затем постоянно — Моше Леви. Во время одной из погонь за террористами (вместе с командующим Центрального военного округа Рехавамом Зееви (Ганди)), Леви был тяжело ранен и 8 месяцев провёл на лечении. Затем вновь командует бригадой Иорданской долины.
В феврале 1973 г. Леви становится генерал-майором («Тат-Алуф») и получает должность начальника штаба Центрального военного округа. Рехавам Зееви настолько хотел видеть его в этой должности, что в течение 9 месяцев ждал пока Леви закончит командование бригадой, другого начальника штаба в этот период Центральный военный округ не имел. Эту должность Моше Леви занимает и во время войны Судного Дня, поэтому активного участия в войне не принимает.
В 1974 году новый Начальник Генштаба Армии обороны Израиля Мота Гур назначил Леви на должность Начальника оперативного отдела («Махлекет Мивцаим») генштаба. С 1976 года Леви командовал бронетанковой дивизией «Идан», а в июне 1977 года стал Командующим Центрального военного округа. Эту должность он занимал до 1981 года.
В этот период Леви оставляет свой дом в районе Гиват-ха-Мивтар Иерусалиме и со своей второй женой переезжает в её кибуц Бейт-Альфа. При этом он отказывается от армейского грузовика и оплачивает перевозку вещей из своего кармана.
В январе 1982 г. Моше Леви назначен заместителем начальника Генштаба и Начальником Управления Генштаба (в тот период Начальником Генштаба был Рафаэль Эйтан). А 1 апреля 1983 г. министр обороны Моше Аренс (партия Ликуд) назначает Моше Леви на должность Начальника Генштаба. В тот период Леви было 47 лет. Его конкурентами были Януш Бен-Галь (его рекомендовал предыдущий министр обороны Ариэль Шарон) и Дан Шомрон (рекомендация Рафуля). Тем не менее Аренс выбрал Леви. 19 апреля Моше Леви вступил в должность и оставался на посту начальника Генерального штаба до 19 апреля 1987 г.
Будучи начальником Генштаба, Леви руководил выводом Армии обороны Израиля с большей части территории Ливана в 1985 г., кроме полосы вдоль границы — т. н. Зоны безопасности. В период его руководства был создан Штаб полевых войск (МАФХАШ — «Мифкедет Хейлот ха-Саде», первым его командиром был назначен генерал Дан Шомрон; сам Леви был против создания МАФХАШ) и две новые регулярные пехотные бригады — НАХАЛь (1982 г.) и «Гивати» (1983 г.).
Леви был первым начальником Генштаба, начинавшем служить в Армии обороны Израиля, а не в подпольных еврейских организациях во времена британского мандата, и первым начальником Генштаба — выходцем из восточных общин. В период службы до и после выхода в резерв старался держаться подальше от СМИ, крайне редко давал интервью.
После демобилизации из армии Моше Леви в течение года изучает международные отношения в Лондоне, а затем возвращается в кибуц Бейт-Альфа, где работает на выращивании хлопка. В 1989 г. Леви заболел — дали знать о себе осколки, оставшиеся в его теле после ранения. Он отказывается от операции за границей и проходит операцию в больнице Тель-ха-Шомер.
В 1991 г. Леви был назначен в качестве члена совета директоров Израильской авиационной промышленности («Таасия Авирит»), а через год — Израильской электрической компании («Хеврат хашмаль»). Был председателем управления по борьбе с наркотиками. Весь этот период Леви продолжает работать в кибуце. С 1993 г. и до последних дней жизни Моше Леви — глава совета директоров транспортной компании «Дерех Эрец», строящей и эксплуатирующей первое в Израиле платное шоссе № 6 («Хоце Исраэль»).
За несколько лет до смерти у Леви случился инсульт, приковавший его к инвалидному креслу. Однако и в этом состоянии он не прекратил выполнение своих обязанностей.
30 декабря 2007 г. Леви был госпитализирован с диагнозом инсульт в больнице «Ха-Эмек» в Афуле и с тех пор находился в коме. Скончался 8 января 2008 г. в возрасте 72 лет. Похоронен на военном участке кладбища кибуца Бейт-Альфа.